# Ratujmy Ptaki
Artykuł ten został zgłoszony do umieszczenia na stronie głównej w rubryce „Czy wiesz”.
Pomóż nam go sprawdzić: oceń zgłoszoną nominację.
Ratujmy Ptaki – fundacja z siedzibą w Szczecinie działająca głównie na terenie województwa zachodniopomorskiego w zakresie ratowania dzikich zwierząt.

## Historia i działalność
Organizacja została założona przez Zofię Brzozowską, która, jak deklaruje, pomocą dzikimi zwierzętami w swoim mieszkaniu zajmowała się już od końcówki lat 70. XX wieku. Fundację zarejestrowano 7 listopada 2001 roku. Siedziba mieści się w dwupokojowym mieszkaniu Zofii Brzozowskiej, na szóstym piętrze w bloku przy ul. Władysława Szafera w Szczecinie. Po czterech latach fundacja otrzymała status organizacji pożytku publicznego jako jedna z pierwszych w województwie zachodniomorskim.
Fundacja za podstawowe cele wylicza pomoc w leczeniu i rehabilitacji ptaków, w tym przedstawicieli gatunków chronionych oraz znajdujących się na listach Czerwonej Księgi Zwierząt. Oprócz ptaków fundacja ratuje również ssaki. Do fundacji trafiają głównie zwierzęta z województwa zachodniopomorskiego, jednak zdarzają się z innych województw oraz z Niemiec.
Oprócz ratowania dzikich zwierząt fundacja pełni też działalność edukacyjną w tym zakresie poprzez spotkania w szkołach czy tworzenie materiałów edukacyjnych, brała także udział w konferencjach i zajmowała się nagłaśnianiem problemu zabijania ptaków oraz niszczenia ich siedlisk w wyniku robót budowlanych.
W 2008 roku fundacja po raz przeprowadziła transmisję z budek jerzyków umieszczonych na balkonie Zofii Brzozowskiej, co określane jest ptasim Big Brotherem lub Big Brotherem wśród piór. Była to trzecia relacja na świecie z życia tych ptaków, wcześniej odbywała się w Niemczech i Holandii. Transmisja live dostępna jest cały czas za darmo na dedykowanej temu stronie internetowej.

## Wpływ na naukę
Dane zebrane przez fundację zostały wykorzystane w artykule badającym populację pustułek w Szczecinie.
Dzięki transmisji z budek udało się zaobserwować wiele zachowań jerzyków, m.in. ornitologom udało się potwierdzić czas wysiadywania jaj (21 dni) oraz opieki nad młodymi (45 dni) czy zaobserwowano, że jerzyki w przypadku zagrożenia uciekają w górę, porywając jaja i przechowując je w dziobie.

## Nagrody
Nagrody i tytuły dla Zofii Brzozowskiej, inicjatorki fundacji:
- tytuł „Czyniący dobro” nadany przez Magazyn Ekspresu Reporterów Programu 2 TVP S.A. (2001)[5],
- tytuł „Przyjaciela Środowiska Naturalnego” przyznany przez WFOŚiGW (2002)[5],
- Medal im. Wiktora Godlewskiego „za ratowanie zwierząt” (2007[5]/2008[19]).